# William Ferris
William R. Ferris (né le 5 février 1942) est un folkloriste, réalisateur, consultant, photographe, animateur radio et universitaire américain. Il a dirigé avec Charles Reagan Wilson l'Encyclopedia of Southern Culture (UNC Press, 1988) et a fondé, avec Judy Peiser, le Center for Southern Culture. Spécialiste éminent de la culture du Sud des États-Unis, William Ferris a publié de nombreux ouvrages sur le blues du Mississippi dont Blues From the Delta (Da Capo Press Inc, 1970) et Les Voix du Mississippi (Papa Guédé, 2013) traduction française de son ouvrage Give My Poor Heart Ease (UNC Press, 2009). Il a notamment contribué à la découverte du bluesman, James Son Ford Thomas. Il vit et enseigne actuellement à Chapel Hill en Caroline du Nord.

## Biographie
William Reynolds Ferris est né le 5 février 1942 à Vicksburg, Mississippi. Son père, William Ferris Sr. et sa mère, Shelby Ferris, l'élèvent avec ses frères et sœurs, dans une ferme dont ils sont propriétaires. Alors que la ségrégation est toujours vivace, ils lui inculquent le respect de l'autre, quelle que soit sa couleur de peau et l'importance de la transmission orale. Ses parents le confient au soin de Mary Gordon, une employée de leur ferme qui l'entraine aux offices de l'église de Rose Hill, où il découvre les spirituals, le gospel et la profondeur de la culture noire américaine. Dès l'adolescence, il recueille les témoignages de la communauté noire qui l'entoure par le biais d'enregistrements et de photographies. Ses travaux en matière de cultural studies, s'inscrivent dans la ligne directe de ceux de ses idoles, Alan Lomax et John Lomax, qui quelques années auparavant, permirent la découverte de figures fondamentales du blues comme Leadbelly, Muddy Waters ou Fred McDowell.
En 1964, William Ferris participe au Freedom Summer où il fait la connaissance de l'activiste Robert Moses. Il s'engage intensément dans le mouvement des droits civiques et inscrit son travail de collecte de témoignages afro-américains dans sa démarche politique.
Diplômé en littérature anglaise à la Northwestern University de Chicago en 1962 ainsi qu'en folklore à l'université de Pennsylvanie en 1969, William Ferris suit un brillant parcours universitaire qui l'amène au poste de professeur d'étude de culture américaine et afro-américaine à l'université Yale de 1972 à 1979. Il réalise depuis 1968 des films en compagnie de Judy Peiser, avec qui il fonde le Center for Southern Culture qu'il dirige de 1972 à 1984 dans l'état du Mississippi. De 1979 à 1997, il enseigne le folklore et l'anthropologie à l'université d'Oxford, Mississippi. Il y crée the Faulkner and Yoknapatawpha Conference qui célèbre chaque année les travaux de l'écrivain William Faulkner. En 1997, le président américain Bill Clinton choisit William Ferris pour diriger le National Endowment for the Humanities (NEH), poste qu'il conservera jusqu'en 2001. En 2002, il devient professeur d'histoire et senior associate director du Center for the Study of the American South à l'université de Caroline du Nord à Chapel Hill.
En 1989, il dirige avec Charles Reagan Wilson, la rédaction de l'Encyclopedia of Southern Culture qui est nommée pour le Prix Pulitzer.

## William Ferris et le blues
Le travail de collecte musicale de William Ferris est l'un des plus importants dans le Mississippi avec ceux d'Alan et John Lomax. Il couvre la période des années 1960-1970 et ses enregistrements résonnent avec ceux des autres folkloristes de l'époque, Georges Mitchell et David Evans.
William Ferris a, entre autres, recueilli des témoignages ainsi que des enregistrements essentiels de personnalités du blues comme B. B. King, Willie Dixon, Otha Turner, Scott Dunbar, Fred McDowell, Fannie Bell Chapman, Louis Dotson, Lovey Williams et Lee Kizart.
Il entretient une relation privilégiée avec le bluesman et sculpteur de Leland, James Son Ford Thomas, qu'il invite à ses cours d'université et qu'il amènera en 1982 jusqu'à la Maison-Blanche pour un concert, prélude à une conférence de presse sous l'administration du président Ronald Reagan.
Son travail de collecte se différencie de celui des autres folkloristes par une maîtrise et un investissement important dans l'art de filmer. Il s'entoure d'une petite équipe pour réaliser ses films en Super-16mm et ses talents de photographe donnent à ses travaux une qualité cinématographique indéniable.
En 1982, Bertrand Tavernier fait appel à William Ferris pour le guider à travers les univers religieux et profanes du Mississippi qui constituent la dernière partie de son film Mississippi Blues, co-réalisé avec Robert Parrish.
Durant les années 1990, il anime sur les ondes de la Mississippi Public Radio, l'émission hebdomadaire Highway 61 consacrée au blues.
Il est l'un des contributeurs régulier du magazine Living Blues crée en 1970.

## Famille
William Ferris a été marié à Josette Rossi, une française qui travailla en tant que monteuse sur ses premiers films. Son frère ainé Grey Ferris, a été sénateur de l'état du Mississippi de 1992 à 2001 avant de succomber à un cancer en 2008. Ferris est actuellement marié à Marcie Cohen Ferris, spécialiste de la culture culinaire du Sud des États-Unis. Ils ont une fille prénommée Virginia.

## Récompenses
William Ferris a obtenu de nombreuses récompenses couronnant sa carrière universitaire et littéraire dans son pays. Parmi elles, citons le Charles Frankel Prize in the Humanities en 1995 et le W.C. Handy Blues Award. Il a notamment vu son livre Blues from the Delta élevé au rang de classique de la littérature blues par le Blues Hall of Fame et a figuré dans le classement des 10 meilleurs professeurs d'université du magazine Rolling Stone en 1991.
En France, William Ferris a été sacré Chevalier des Arts et des Lettres en 1986 et Officier des Arts et des Lettres en 1996. La traduction française de son livre Give my Poor Heart Ease (Les Voix du Mississippi, ed. Papa Guédé, 2013) a obtenu le Coup de Cœur Musiques du Monde 2014 de l'Académie Charles-Cros.
Publiée par le label Dust-to-Digital, l'anthologie comportant 4 CDs, Voices of Mississippi : Artists and Musicians documented by William Ferris, remporte en 2019 le Grammy Award du Meilleur Album Historique et celui du Meilleur Livret d'Album.

## Discographie
- The Blues are Alive and Well (XTRA, 1970)
- Blues from the Delta (SDM, 1976)
- Mississippi Folk Voices (Southern Folklore Records, 1983)
- I Have to Paint My Face : Mississippi Blues (Arhoolie, 1995)
- Mississippi Fred McDowell - Come and Found You Gone : The Bill Ferris Recordings (DevilDown, 2010)
- Voices of Mississippi: Artists and Musicians Documented by William Ferris (Dust-to-Digital, 2018)

## Filmographie
Comme réalisateur
- Black Delta (avec Josette Ferris, Center for Southern Folklore, 1968)
- Parchman Penitentiary (Center for Southern Folklore, 1968)
- Sonny Ford, Delta Artist (avec Josette Ferris, Center for Southern Folklore, 1969)
- Gravel Springs Fife and Drums (avec David Evans et Judy Peiser, Center for Southern Folklore, 1972)
- Ray Lum : Mule Trader (Center for Southern Folklore, 1972)
- Mississippi Delta Blues: Film Facts (avec Judy Peiser, Center for Southern Folklore, 1974)
- Give my Poor Heart Ease (Center for Southern Folklore, 1975)
- I Ain't Lying : Folkstales from Mississippi (Yale University Media Design Studio en association avec le Center for Southern Folklore, 1975)
- Fannie Bell Chapman : Gospel Singer (avec Judy Peiser et Bobby Taylor, Center for Southern Folklore, 1975)
- Made in Mississippi : Black Folk Art and Crafts (Yale University Media Design Studio en association avec le Center for Southern Folklore, 1975)
- Two Black Churches (Yale University Media Design Studio en association avec le Center for Southern Folklore, 1975)
- Hush, Hoggie, Hush : Tom Johnson's Praying Pigs (avec Judy Peiser et Bobby Taylor, Center For Southern Folklore, 1978)
- Bottle Up and Go (avec Judy Peiser, Center For Southern Folklore, 1980)

Comme consultant
En tant que spécialiste de la culture du Sud des États-Unis, William Ferris a été fréquemment amené à tenir le rôle de consultant pour le cinéma :
- 1983 : Mississippi Blues de Bertrand Tavernier et Robert Parrish
- 1985 : La Couleur pourpre de Steven Spielberg
- 1986 : Crossroads de Walter Hill
- 2011 : The Loving Story de Nancy Buirski
- 2013 : The Editor and the Dragon: Horace Carter Fights the Klan de Walter E. Campbell et Martin M. Clark